# أد ميلكرت
أد ميلكرت (بالهولندية: Ad Melkert)‏ (12 فبراير 1956 -)، سياسي
هولندي. يتولى منصب مبعوث الأمم المتحدة الخاص في العراق منذ 7 يوليو 2009.

## عن حياته
ولد في مدينة خاودا الهولندية باسم أدريانوس بيتروس يلهلمز ميلكرت لأسرة من الطبقة المتوسطة وكان والده يعمل حلاقًا. درس العلوم السياسية في جامعة أمستردام، وأصبح بتلك الفترة ناشطًا في حزب الراديكاليين، وشغل بالفترة من 1978 إلى 1980 منصب عضو مجلس إدارة الاتصال بالشباب وتنظيم الشباب في الحزب. وفي عام 1982 انتقل إلى حزب العمل. وفي الفترة من عام 1986 إلى 1994 دخل إلى البرلمان نائبًا عن الحزب. وفي عام 1994 عين وزيرًا للعمل والشؤون الاجتماعية، وذلك حتى عام 1998 عندما عاد عضوًا في البرلمان، كما أصبح رئيسًا لكتلة حزب العمل البرلمانية. في عام 2002 تزعم الحزب في الانتخابات، وخلال الحملات الانتخابية كانت بينه وبين السياسي اليميني بيم فورتاون ملاسنات حادة، وقبل الانتخابات بأيام اغتيل فورتاون على يد ناشط يساري، فأصبح هو هدف لهجوم الإعلام القريب من فورتاون حيث حملوه مسؤولية شيطنة فورتاون مما مهد لاغتياله. وبعد صدور نتائج الانتخابات كانت النتيجة هي خسارة كبيرة لحزب العمل، وعندها أعلن اعتزاله العمل السياسي. إلا إنه في نفس العام بدأ مسيرة مهنية جديدة، حيث إنظم للأمم المتحدة وأصبح نائبًا لرئيس برنامج الأمم المتحدة الإنمائي. وفي 7 يوليو 2009 عين مبعوثًا خاصًا للأمم المتحدة في العراق.